# Friedrich Wilhelm Breithaupt
Friedrich Wilhelm Breithaupt, född den 23 juli 1780 i Kassel, död där den 20 juni 1855,  var en tysk finmekaniker och instrumentmakare. Han var son till Johann Christian Breithaupt och far till Georg August Breithaupt.
Breithaupt, som under en längre tid var konservator vid Kassels museum, konstruerade gruvkompasser, mätbord, bussolapparater och nivelleringsinstrument samt (1836) de första gruvteodoliterna (till en del efter sin brors idéer), införde användningen av differentialskruven och var i Tyskland dennförste, som förfärdigade de stora cirkeldelningsmaskinerna (1803–1818). År 1827 började han ge ut Magazin neuester mathematischer Instrumente (andra häftet 1835, tredje häftet 1846).